# Aeropuerto de Sønderborg
El Aeropuerto de Sønderborg (IATA: SGD, OACI: EKSB) es un pequeño aeropuerto regional situado al sureste de Dinamarca.

## Historia
Los inicios del aeropuerto se datan en 1950 cuando meramente era una pista de servicio de avionetas para fotografía aérea y taxis aéreos. Entre el municipio de Søndeborg y una empresa privada se acometieron varias mejoras durante la década de 1960 y en 1969 se inauguró finalmente como aeropuerto con una pista de asfalto de 1200 m.
En 1993 su propiedad fue completamente adquirida por el municipio de Søndeborg  y el gobierno regional de  Jutlandia Meridional. En los años siguientes se fueron mejorando sus instalaciones con una torre de control, más hangares y ampliación de la pequeña terminal.

## Aerolíneas y destinos
El aeropuerto es la base de la compañía Alsie Express que en 2017 operaba cinco vuelos diarios a Copenhague entre lunes y viernes así como dos en sábado y domingo. Las instalaciones también son usadas por su filial de aerotaxi «Air Alsie» y por un club privado de vuelo.
| Aerolíneas    | Destinos                        |
| ------------- | ------------------------------- |
| Alsie Express | Copenhague Estacional: Bornholm |

## Estadísticas
Ver fuente y consulta Wikidata.